# John Kline
John Paul Kline, Jr. (Allentown, 6 settembre 1947) è un politico e militare statunitense, membro della Camera dei Rappresentanti per lo stato del Minnesota dal 2003 al 2017.

## Biografia
Nato in Pennsylvania, dopo gli studi Kline si arruolò nei marines e per molti anni lavorò per le amministrazioni Carter e Reagan come militare addetto al trasporto del nuclear football. Durante la sua carriera militare Kline combatté in Vietnam e fu impegnato in varie missioni all'estero tra cui l'UNITAF; per il suo contributo ricevette varie onorificenze come la Legion of Merit e si congedò nel 1994 col grado di colonnello.
In seguito intraprese la strada politica con il Partito Repubblicano e nel 1998 si candidò alla Camera dei Rappresentanti contro il deputato democratico Bill Luther ma venne sconfitto; due anni dopo si candidò nuovamente contro Luther e perse per la seconda volta. Nel 2002, in seguito ad una ridefinizione dei distretti congressuali conseguente al censimento, Luther si candidò in un distretto con un elettorato maggiormente favorevole ai repubblicani; Kline lo sfidò per la terza volta e in questo caso riuscì a prevalere, sconfiggendo Luther e approdando al Congresso. Negli anni successivi venne sempre riconfermato dagli elettori, fin quando nel 2016 annunciò la sua intenzione di non concorrere per un ulteriore mandato.
Ideologicamente Kline si configura come un conservatore.